# Öpfingen
Öpfingen – miejscowość i gmina w Niemczech, w kraju związkowym Badenia-Wirtembergia, w rejencji Tybinga, w regionie Donau-Iller, w powiecie Alb-Donau, wchodzi w skład wspólnoty administracyjnej Ehingen (Donau). Leży na południowych obrzeżach Jury Szwabskiej, nad Dunajem, ok. 20 km na południowy zachód od Ulm.